# Apanthura robertiana
Apanthura robertiana är en kräftdjursart som först beskrevs av Théodore Monod 1925.  Apanthura robertiana ingår i släktet Apanthura och familjen Anthuridae. Inga underarter finns listade i Catalogue of Life.